# Dostupnyj
Dostupnyj är en udde i Antarktis. Den ligger i Östantarktis. Australien gör anspråk på området.
Terrängen inåt land är platt åt sydost, men västerut är den kuperad. Havet är nära Dostupnyj norrut. Trakten är obefolkad. Det finns inga samhällen i närheten. 